# 淡葉偏蒴蘚
淡葉偏蒴蘚（学名：Ectropothecium dealbatum）为灰蘚科偏蒴蘚屬下的一个种。

## 扩展阅读
- 維基物種上的相關：淡葉偏蒴蘚